# Villanueva de la Serena (kommun)
Villanueva de la Serena är en kommun i Spanien.   Den ligger i provinsen Provincia de Badajoz och regionen Extremadura, i den centrala delen av landet, 230 km sydväst om huvudstaden Madrid. Antalet invånare är 26 071.